# Suurisaari (ö i Finland, Norra Savolax, Norra Savolax)
Suurisaari är en ö i Finland. Den ligger i sjön Haapajärvi och i kommunen Idensalmi i den ekonomiska regionen  Övre Savolax ekonomiska region  och landskapet Norra Savolax, i den centrala delen av landet, 400 km norr om huvudstaden Helsingfors. Öns area är 5,6 hektar och dess största längd är 330 meter i sydöst-nordvästlig riktning.